# Coleophora breviuscula
Coleophora breviuscula é uma espécie de mariposa do gênero Coleophora pertencente à família Coleophoridae.